# Georg Magnus Sprengtporten
El Conde Georg Magnus Sprengtporten (en ruso: Егор Максимович Шпренгпортен, romanizado: Egor Maksimovič Šprengporten; en sueco: Göran Magnus Sprengtporten; en finés: Yrjö Manus Sprengtporten; 16 de diciembre de 1740 - 13 de octubre de 1819) fue un político sueco-finés, hermano menor de Jacob Magnus Sprengtporten. Desde que desertó a Rusia, pasó a la historia de Suecia como un traidor.

## Primeros años
Sprengtporten nació en Porvoo (en sueco: Borgå), Uusimaa (en sueco: Nyland), Reino de Suecia (ahora Finlandia). Ingresó en el ejército y alcanzó el rango de capitán durante la Guerra de los Siete Años. Asistió a su hermano en la revolución de 1772, y en 1775 fue hecho coronel y brigadier de la brigada Savolax en el este de Finlandia. Aquí se distinguió mucho como organizador y administrador. La escuela militar que fundó en Haapaniemi, Kuopio (1 de agosto de 1780 hasta el 1 de mayo de 1781 cuando fue trasladada a una finca de Haapaniemi en Rantasalmi, donde operó hasta que fue transferida a Hamina en 1819) subsiguientemente se convirtió en institución del estado.

## 1779-81
Al igual que su hermano llegó también a la conclusión de que sus servicios no habían sido apreciados adecuadamente, y la forma halagadora en que fue recibido por la corte rusa durante una visita a San Petersburgo en 1779 todavía lo enfureció más contra lo que percibía como ingratitud de su soberano. Durante los dos siguientes años estuvo en el servicio francés, retornando a Finlandia en 1781. Debido en parte a contactos con Benjamin Franklin, que estaba allí contemporáneamente, concibió la idea de separar el gran ducado de Suecia. Este objetivo fue aproximado por primera vez a través de la sociedad secreta subversiva de la Walhalla-orden que intrigaba con el hermano del rey, Carlos XIII de Suecia. Esta intriga aparentemente nació muerta, ya que Carlos informó a su hermano de la intención de los intrigantes.

## 1786
El Plan B elegido era establecer un estado independiente bajo la protección de Rusia. Durante el Riksdag de 1786 se opuso abiertamente a Gustavo III de Suecia, y al mismo tiempo entabló una correspondencia secreta y  traicionera con ministros rusos con la vista en inducirlos a la asistencia a sus planes de una Finlandia independiente por la fuerza de las armas.

## 1788-1808
Al año siguiente, por invitación de Catalina II de Rusia, formalmente ingresó en el servicio ruso. Cuando empezó la guerra ruso-sueca de 1788-1790, Sprengtporten recibió el mando de un cuerpo de ejército ruso dirigido contra Finlandia. No tomó parte directa en la conspiración de Anjala pero urgió a Catalina a apoyarla más enérgicamente. Sus propias negociaciones con sus compatriotas, especialmente después de que Gustavo III de Suecia atrajera a los oficiales traidores de la conspiración de Anjala a su lealtad, fracasaron por completo. Tampoco pudo servir a Rusia demasiado efectivamente en el campo de batalla ya que fue gravemente herido en la batalla de Porrassalmi en 1789. Al final de la guerra, de hecho, su posición era bastante precaria, ya que el Alto Tribunal de Turku lo condenó como traidor, mientras que Catalina lo consideraba un impostor incompetente que no podía cumplir sus promesas. Durante los siguientes cinco años, por lo tanto 1793-1798, pensó que era conveniente abandonar Rusia y vivir en Teplice en Bohemia. Fue rempleado por el emperador Pablo de Rusia quien, en 1800, lo envió a negociar con Napoleón sobre temas concernientes a la Orden de Malta y el intercambio de prisioneros. Tras la muerte de Pablo, Sprengtporten estuvo de nuevo en desgracia durante siete años, pero fue consultado en 1808 en vísperas del estallido de las hostilidades con Francia. El 1 de diciembre de 1808 fue nombrado primer ruso Gobernador General de Finlandia con el título de conde, pero fue tan impopular que tuvo de dimitir de su puesto al año siguiente.

## Retiro
Los últimos diez años de su vida los vivió en retiro. Sprengtporten murió en San Petersburgo en 1819.

## Memoriales
Monumentos a Georg Magnus Sprengtporten se localizan en el parque del puerto (Satamapuisto) de Kuopio, cerca del lugar donde se encontraba originalmente su escuela militar. Mientras estuvo en Teplice, Sprengtporten estuvo en contacto regular con el bibliotecario del Conde de Waldstein, Giacomo Casanova. Su correspondencia se ha salvado y es bien conocida por eruditos.